# Matar (estrella)
Mattar (η Pegasi / η Peg / 44 Pegasi) es una estrella en la constelación de Pegaso de magnitud aparente +2,95. Su nombre proviene del árabe سعد المطر, Al Sa'd al Mattar, significando «estrella afortunada de la lluvia» o «lluvia de la suerte», sin relación con el caballo alado.
A una distancia de 215 años luz del sistema solar, Mattar es un sistema estelar doble o tal vez cuádruple. La estrella brillante a simple vista consiste en una binaria cercana cuyas componentes están separadas 3 UA. La más brillante del par es una gigante amarilla de tipo espectral G2III con una temperatura de 5100 K y 262 veces más luminosa que el Sol. Su acompañante es una estrella blanca de la secuencia principal de tipo A5V y 7800 K de temperatura. El período orbital del sistema es de 2,24 años.
A 90 segundos de arco del par anterior se encuentra otra estrella binaria de magnitud +9,7 y tipo G5. Puede estar gravitacionalmente ligada al par anterior o simplemente coincidir en la misma línea de visión. En el primero de los casos, las dos componentes de este par, visualmente a 0,2 segundos de arco, estarían separadas entre sí al menos 13 UA completando una órbita cada 34 años. A su vez, la separación entre ambas estrellas binarias sería de al menos 6000 UA.